# بيل فيلد
بيل فيلد (بالإنجليزية: William J. Field)‏ هو سياسي بريطاني، ولد في 22 مايو 1909، وتوفي في 11 أكتوبر 2002. حزبياً، نشط في حزب العمال. في الانتخابات الفرعية في مجلس العموم البريطاني ‏، انتخب عضو برلمان المملكة المتحدة الـ38 عن دائرة Paddington North (UK Parliament constituency) ‏ (20 نوفمبر 1946 – 3 فبراير 1950) وفي الانتخابات العامة في المملكة المتحدة 1950 ‏، انتخب عضو برلمان المملكة المتحدة الـ39 عن دائرة Paddington North (UK Parliament constituency) ‏ (23 فبراير 1950 – 5 أكتوبر 1951) وفي الانتخابات العامة في المملكة المتحدة 1951 ‏، انتخب عضو برلمان المملكة المتحدة الـ40 عن دائرة Paddington North (UK Parliament constituency) ‏ (25 أكتوبر 1951 – 27 أكتوبر 1953).